# Nannosquilla grayi
Nannosquilla grayi is een bidsprinkhaankreeftensoort uit de familie van de Nannosquillidae. De wetenschappelijke naam van de soort is voor het eerst geldig gepubliceerd in 1958 door Chace.